# 布京
49°52′49″N 25°40′54″E / 49.88028°N 25.68167°E

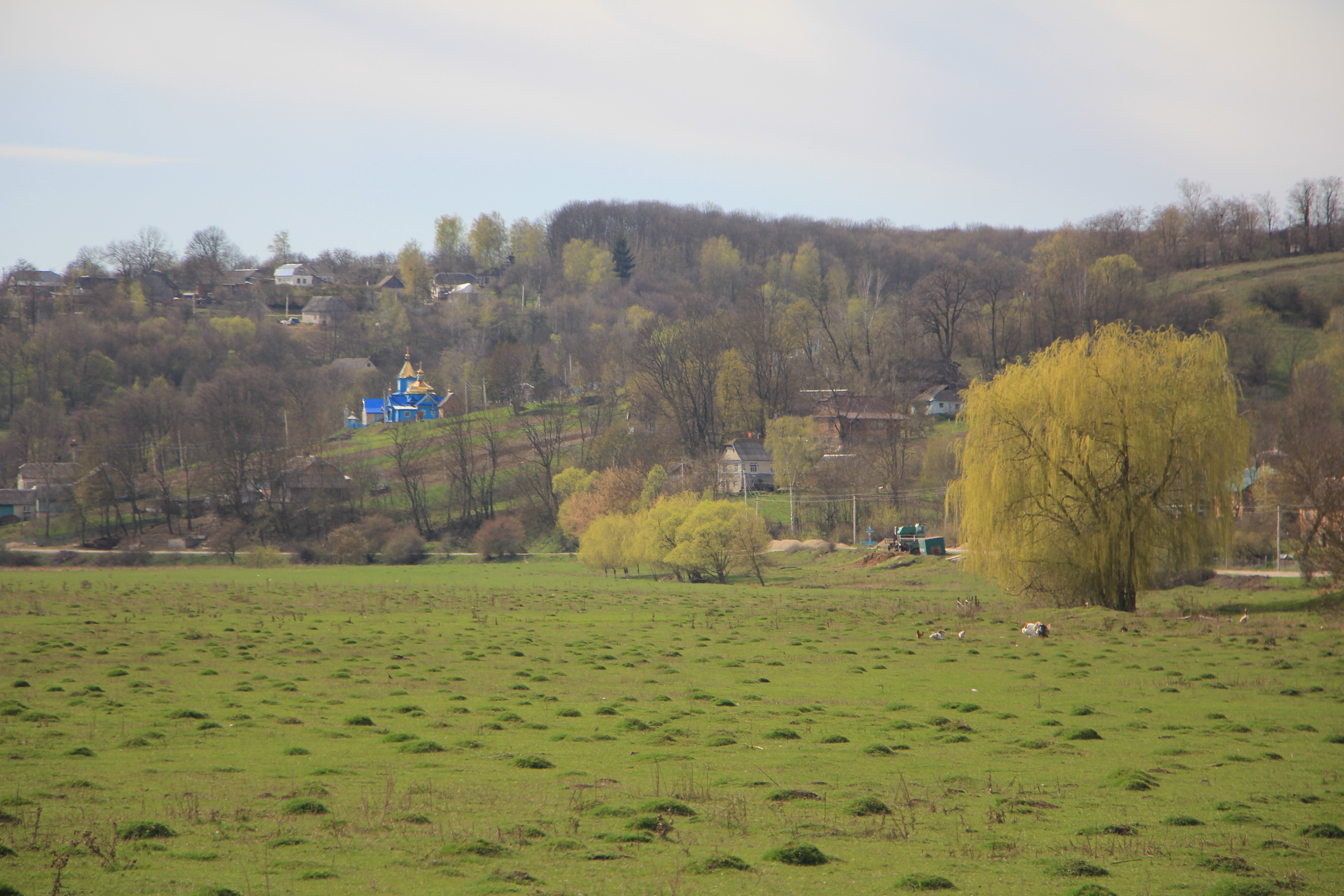

布京（烏克蘭語：Бутин）是位於烏克蘭西部特諾皮爾州裏克列梅涅茨區的村莊，面積9.2平方公里，2001年人口608，人口密度每平方公里66.1人。